# 南部康雄
南部 康雄（なんぶ やすお）は、アニメ「宇宙戦艦ヤマトシリーズ」の登場人物。

## キャラクター解説
航海班レーダー科チーフの太田健二郎、通信班長の相原義一、ブラックタイガー隊隊長の加藤三郎とともに、ヤマトの中堅を支えるサブキャラクター4名のうちの1名。
ヤマトの戦闘班・砲術補佐（砲術科チーフ）。劇中で明確に「副班長」とは呼ばれていないものの、事実上は古代進に次ぐ砲術系の責任者かつナンバー2であり、後年の資料やPSゲームでの設定では明確に「副班長」と表記されているものも存在する。そのほか、劇中では「砲術長」「砲術班長」などとも呼ばれている。
黒の太いフレームの眼鏡（ひおあきらの漫画版では黒のサングラス）を掛けた顔立ちに、耳が見えないほど襟足を伸ばした髪型（つまり古代とほぼ同じ髪型）をした温厚そうな容貌となっている。
『ヤマト』では、中堅4名の中で最もセリフを話す場面が少なく、セリフ自体もほとんどが事務的な内容のもので、性格を表す目立った描写はなかったが、『さらば』以降は大声で叫んだり驚くなど、感情を露わにする描写が多くなる。しかし、『ヤマト』から『完結編』までのシリーズ全作を通じ、太田と並んで固有のエピソードやその個性を発揮する局面はほぼ皆無である。
射撃の腕は古代より上という設定が存在するが、新人の北野哲や土門竜介ですら撃っている波動砲については、『完結編』以前のシリーズ作品では1回も撃っていない。
物語の本編内では明確に語られていないが、南部重工業公社の御曹司という設定が存在する。

## 劇中での登場
宇宙戦艦ヤマト
第3話において、ほかの中堅3人と一緒に自己紹介するシーンで初登場。戦闘班長の古代の補佐役を務める。また、古代がコスモゼロで出撃するなど第一艦橋を離れる際には、彼に代わって砲術の指揮を取る。普段は第一艦橋左舷の射撃管制席に着いているが、第一主砲塔で射撃指揮を執ることもある。
さらば宇宙戦艦ヤマト 愛の戦士たち
島と共に輸送艦隊勤務をしていたという設定になっている。古代の呼びかけに共鳴して再度ヤマトに乗艦する。
敵の突然の奇襲攻撃に対して真田が瞬間物質移送機の名を出した際、真っ先に「デスラー戦法」と評する。なお、デスラー戦法の名が劇中に登場したのは、続編も含めてこのシーンのみである。
終盤では、古代からの退艦命令を受け入れ、島や相原、太田ら生存者18名とともに救命艇から敬礼で別れを告げる。
宇宙戦艦ヤマト2
第2話から登場。第3話で古代の決起に際して相原や太田たちと共にヤマトに乗艦し、旧任務に就く。第7話では、途中で乗艦してきた空間騎兵隊の傍若無人ぶりに対して「ぶん殴って放り出せ」と強気な態度も見せる。最終話において、超巨大戦艦による被害状況を主砲塔内で調べていた際の砲撃による誘爆で吹き飛ばされて以降、負傷者としての描写すらなく登場しなくなったまま番組終了を迎えたが、次作『新たなる旅立ち』に先だって発行されたオフィシャルファンクラブ会報のQ&Aコーナーでは、「死んでない」と明言されている。
宇宙戦艦ヤマト 新たなる旅立ち
白色彗星帝国戦での負傷が癒えて退院した後、訓練学校を卒業した新人の北野哲や砲術班員らの指導を担当する。
ヤマトよ永遠に
暗黒星団帝国の地球侵略時に英雄の丘へ集い、古代たちとともに再びヤマトに乗艦する。対ゴルバ型浮遊要塞戦では、防護服を着用して第一主砲塔内で新兵器波動カートリッジ弾の射撃を指揮し、ゴルバを全滅させる。
宇宙戦艦ヤマトIII
第2話から登場。艦長代理兼戦闘班長だった古代が艦長に就任した後、自らは引き続き砲術部門の責任者を務める。第11話では第一主砲塔のキャップである坂巻浪夫から「砲術班長」と呼ばれて彼らを率いるなど、相原や太田と同じく中堅を支える。
第11話で古代の制止を押し切るように敵の追撃を強く進言するなど、以前に増して激しい発言も散見される一方、第19話では地球防衛軍との通信時に藤堂晶子と秘密の押し花を見せ合う相原を、軽口で冷やかす一面も描かれている。
宇宙戦艦ヤマト 完結編
砲術部門の責任者として、艦長に復帰した沖田や戦闘班長に戻った古代の指揮下で任務をこなす。
宇宙戦艦ヤマト 黎明篇
『復活篇』の前日談にあたる本作では、家業を継いで南部重工業の社長になっている。第1部「アクエリアス・アルゴリズム」では最新鋭艦であるブルーノアの公試航行にオブザーバーとして参加。開拓惑星オーダーを襲撃したディンギル残党軍との艦隊戦においてブルーノアが救援として駆け付けた際には、オブザーバーの域を超えて指揮を執った。また、ブルーノアは南部重工業が建造した艦であることも明かされた。第2部「マリグナント・メモリー」では本人こそ登場しないが、ヤマト再建計画に南部重工業も携わっていることが語られる。

## SPACE BATTLESHIP ヤマト
砲術部門の責任者として古代を補佐する。原作とは容貌が異なり、銀縁眼鏡の短髪。やや気弱だが優秀な部下であり、最終決戦ではヤマトに残って敵もろとも自爆するという古代の考えにいち早く気づく。結果的には古代に諭され、島大介や森雪らとともに退鑑して地球へ帰還する。

## リメイクアニメ
『宇宙戦艦ヤマト』のリメイク作品である『宇宙戦艦ヤマト2199』を初作とする本シリーズでは、二等宙尉の階級を持つ戦術科士官であり、砲雷長を務めるほか、古代の不在時は交代要員として戦術長席に着き即応指揮を執る。東京都出身。短髪で整った顔立ちや銀色の眼鏡フレームなど、容貌は他の中堅3人と比べると、眼鏡以外の点で古代と区別が不明瞭であった旧シリーズの容姿から大きく変更された。リデザイン担当は結城信輝。
「南部重工の御曹司」という設定が明確化されたが、本人には会社を継ぐ気はないとされている。ヤマト計画の選抜メンバーに選ばれた際には、両親の猛反対を押し切って乗艦した。

### 劇中での活躍（リメイクアニメ）
宇宙戦艦ヤマト2199
第1話において、メ号作戦が陽動だったという噂を口にし、通りすがりの古代に問い詰められるシーンで初登場。年齢は21歳。
エリート意識が高く、力や武器に依存した性格をしており、第3話において波動砲の威力を目の当たりにした以降はそれに傾倒し、第5話のメ2号作戦時にもガミラス基地を波動砲で冥王星ごと吹き飛ばすことを具申したうえ、航空隊長の加藤に面と向かって艦載航空隊の必要性を否定するなど、物語序盤では前述の依存によるやや浅慮で軽率な面が描かれている。
ヤマト乗艦前から同僚だった雪に恋心を抱いていたが、第16話で雪が古代に想いを寄せていることを知って失恋する。シリーズ後半では古代と雪の関係を多少認めている節があり、古代が雪の救出に向かう際には彼女を古代に託す発言をし、彼の代わりに戦闘指揮を引き受けている。第25話では、第7話で母から送られた森田製薬令嬢の見合い写真を食い入るように見つめている。
なお、第23話のガミラス本星戦では、全シリーズアニメ作品中で初めて波動砲の発射を担当している。
むらかわみちおの漫画版では、ヤマト乗艦以前に宇宙へ出た経験がないという設定になっている。
宇宙戦艦ヤマト2199 星巡る方舟
冒頭で古代と交代してから最後まで戦闘指揮席を受け持つ。当初は波動砲封印に懸念を示すも、終盤では波動砲なしでもいけるという意気込みを見せるなど、波動砲封印関連で出番を与えられている。
宇宙戦艦ヤマト2202 愛の戦士たち
第1話において、古代・相原とともに戦艦「ゆうなぎ」の乗組員として初登場。年齢は25歳。
『2199』の頃とは異なり、「波動砲艦隊計画」に批判的な立場となっている。第3話・第4話で他のヤマト乗組員とともに決起し、再びヤマトに乗艦する。
宇宙戦艦ヤマト2205 新たなる旅立ち
第1話から登場。ヤマトから転属し、新たにヤマトの僚艦となった補給母艦アスカの戦術長に就任している。階級も一等宙尉に昇進。
また、設定のみであるが、父親との関係が悪化していると解説されており、次回作への布石となっている。
ヤマトよ永遠に REBEL3199
第1話から登場。実家である南部重工が物語に深く関与していることに伴い、彼も『2199』以来スポットが強く当てられている。
前作の後、第65護衛隊（ヤマト艦隊）の解体に伴って相原・太田とともに地上基地勤務へと異動。南部重工の御曹司という立場により入ってくる情報から、政財界にデザリアムの影を察知し、相原達とともにそれを追求していった結果、実家である南部重工がデザリアムに内通している事実を掴み、父親の行いに失望と怒りをあらわにする。
デザリアムの侵攻開始とそれに対する作戦「オペレーションDAD」の発動に伴い、地球を脱出するべくヤマト艦隊クルーを回収にきた戦闘空母ヒュウガに乗り込むが、直後にヒュウガが敵に拿捕されたため、地球脱出に失敗する。その後は艦だけ接収されて解放されたが、星名達と合流してデザリアムに対抗するべく地上で活動を続ける。

## 担当キャスト
- 声優
  - 緒方賢一 - テレビアニメ第1作の第3話[2]
  - 野村信次 - テレビアニメ第1作の第13話・第15話[3]
  - 山下啓介 - テレビアニメ第1作の第20話、劇場版第1作[3]
  - 林一夫 - 『さらば宇宙戦艦ヤマト 愛の戦士たち』以降のオリジナルシリーズとPSゲームシリーズ[4]
  - 赤羽根健治 - 『宇宙戦艦ヤマト2199』以降のリメイク作品[5][6]
- 俳優
  - 矢柴俊博 - 『SPACE BATTLESHIP ヤマト』[1]

## 南部重工
南部康雄の実家である工業会社。ヤマトの主砲やコスモガンの製造を行っており、主砲塔内には銘板も存在する。上述の通り、劇中では康雄が御曹司であるという描写は一切なく、南部重工自体も登場しないため、資料上のみの裏設定となっていた。しかし、後年の作品では明確に描写されるようになっている。
PSゲームシリーズでは「南部重化学工業」という名称で登場する。PS版『宇宙戦艦ヤマト 遥かなる星イスカンダル』では、シナリオ1「太陽系」における波動砲試射時やシナリオ9「マゼラン宙域」における工場要塞攻略時に、南部が軍需メーカーの御曹司ゆえの苦悩を語っている。PS2版『宇宙戦艦ヤマト イスカンダルへの追憶』のプロローグムービーでは、南部重工の所有するドックでヤマトの修理を行っている。
リメイクアニメシリーズでは、「南部重工大公社」という名称で登場する。経営者は康雄の父である南部康造。大手軍需メーカーであり、関連企業に戦艦キリシマを建造した「南部造船」や、ヤマトの主砲の三式融合弾の時限信管などを製造した「南部火工株式会社」などが存在する。劇中では前述の三式弾や波動防壁用のコイルなど、ヤマト艦内の各所に関連企業の銘やロゴが見られる。『2202』では「南部重工エクスプレス」という輸送企業も新たに登場。第2話での輸送船きさらぎおよび100式空偵、第4話でのヤマト旧乗組員が海底ドックに集結する際に乗ったトラックに社名が表記されている。